# Station 19 (3.ª temporada)
A terceira temporada de Station 19 foi encomendada em 10 de maio de 2019 pela ABC, estreou em 23 de janeiro de 2020 com um episódio crossover com Grey's Anatomy e foi finalizada em 14 de maio de 2020, contando com 16 episódios. A temporada foi produzida pela ShondaLand e ABC Studios, com Shonda Rhimes e Betsy Beers como produtoras executivas, Paris Barclay como diretor de produção e produtor executivo e Krista Vernoff, escritora veterana de Grey's Anatomy, servindo como a showrunner e produtora executiva. A temporada foi ao ar na temporada de transmissão de 2019-20 às noites de quinta-feira às 20h, nos primeiros episódios, e às 21h nos quatro últimos.
Esta é a primeira temporada a não contar com Alberto Frezza como Ryan Tanner no elenco principal desde sua introdução na primeira temporada. Também é a última a contar com Miguel Sandoval como Pruitt Herrera.
A terceira temporada é estrelada por Jaina Lee Ortiz como Andy Herrera, Jason George como Ben Warren, Boris Kodjoe como Robert Sullivan, Grey Damon como Jack Gibson, Barrett Doss como Victoria Hughes, Jay Hayden como Travis Montgomery, Okieriete Onaodowan como Dean Miller, Danielle Savre como Maya Bishop e Miguel Sandoval como Pruitt Herrera.
A temporada terminou com uma média de 8.52 milhões de espectadores e ficou classificada em 29.º lugar na audiência total e classificada em 23.º no grupo demográfico de 18 a 49 anos.

## Enredo
A terceira temporada se centra no estilo e ciclo de vida imprescindível da equipe de socorristas, que afetaram significativamente as relações dentro e fora da estação de bombeiros. Andy continua lidando com seu pai, o ex-capitão Pruitt, que luta sua própria batalha secreta (contra o câncer); Ben desenvolve uma nova tática de resposta de emergência que combina suas habilidades como cirurgião e bombeiro; Jack enfrenta desafios morais que colocam em prova seu caráter; Vic continua buscando a felicidade depois de perder Ripley e auxilia um bom amigo que precisava desesperadamente de ajuda; Travis se ve obrigado a enfrentar eventos difíceis de seu pasado; Dean é pressionado de formas que nunca imaginou; Maya, que sempre é empoderada, faz sacrifícios na vida pessoal para alcançar seus objetivos profissionais. Os sentimentos de Sullivan por Andy persistem, enquanto ele também luta com a dor debilitante de sua recente lesão na perna.

## Elenco e personagens
| - Jaina Lee Ortiz como Andrea "Andy" Herrera - Jason George como Benjamin "Ben" Warren - Boris Kodjoe como Robert Sullivan - Grey Damon como Jack Gibson - Barrett Doss como Victoria "Vic" Hughes - Jay Hayden como Travis Montgomery - Okieriete Onaodowan como Dean Miller - Danielle Savre como Maya Bishop - Miguel Sandoval como Pruitt Herrera | - Jesse Williams como Dr. Jackson Avery - Pat Healy como Chefe Michael Dixon - Rigo Sanchez como Rigo Vasquez - Kelly Thiebaud como Eva Vasquez - Brenda Song como JJ - Stefania Spampinato como Dra. Carina DeLuca - Lachlan Buchanan como Emmett Dixon | - Chandra Wilson como Dra. Miranda Bailey - Ellen Pompeo como Dra. Meredith Grey |

### Participações
- Jake Borelli como Dr. Levi Schmitt[6]
- Jaicy Elliot como Dra. Taryn Helm[6]
- Alex Landi como Dr. Nico Kim[6]
- Alex Blue Davis como Dr. Casey Parker[6]
- Devin Way como Dr. Blake Simms[6]
- Alberto Frezza como Ryan Tanner[9]
- Greg Germann como Dr. Tom Koracick[9]
- Phylicia Rashad como Pilar[7]
- Jonathan Bennett como Michael Williams[7]
- Adam J Harrington como Lane Bishop
- Ivana Shein como Katherine Bishop
- Gina Ravera como Claudia Flores
- Brett Tucker como Lucas Ripley
- Caterina Scorsone como Dra. Amelia Shepherd[11]
- Drew Rausch como John Finch
- Tracie Thoms como Dra. Diane Lewis
- Jayne Taini como Marsha
- BJ Tanner como William George Bailey Jones
- Colleen Foy como Inara
- Kevin McKidd como Dr. Owen Hunt
- Kim Raver como Dra. Teddy Altman[11]
- Kelly McCreary como Dra. Maggie Pierce
- Peter Onorati como Snuffy Souza
- Jack Conley como Capitão Lawrence
- Reginald Veljohnson como Charlie Irwin
- Patricia De León como Elena Herrera[12]
- Laura Ceron como Sandra Alvarez
- Jeanne Sakata como Nari Montgomery

## Episódios
| N.º na série | N.º na temp. | Título                                      | Dirigido por     | Escrito por                     | Exibição original       | Audiência (milhões) |
| --- | ------------ | ------------------------------------------- | ---------------- | ------------------------------- | ----------------------- | ------------------- |
| 28 | 1            | "I Know This Bar"                           | Paris Barclay    | Krista Vernoff                  | 23 de janeiro de 2020   | 7.02                |
| Flashback: A equipe está celebrando a gravidez de Bailey, esposa de Ben, e a ocasião também apresenta o novo namorado de Vic, Jackson Avery. Andy tem uma briga explosiva com Pruitt. Após um turno cansativo, a equipe da Estação 19 responde a um acidente de carro no bar Emerald City. Lá dentro, Ben e Pruitt se unem a Jackson, Levi e Nico, médicos do Grey Sloan, para estabilizar os feridos que estão no bar e o casal dentro do carro. O resto da equipe trabalha do lado de fora levando todos para o hospital. A tensão permanece entre Andy e Robert, que a rejeitou em favor de promoções iminentes após a morte do Capitão Ripley. É mostrado que Andy ficou com comportamento insubordinado por semanas e Sullivan ordena que ela tire dias de folga para impedi-la de influenciar os outros membros da equipe. Maya termina com Jack pelo mesmo motivo, possíveis promoções. Esse episódio começa um crossover com Grey's Anatomy que se conclui em "Help Me Through the Night". |              |                                             |                  |                                 |                         |                     |
| 29 | 2            | "Indoor Fireworks"                          | Paris Barclay    | Kiley Donovan                   | 30 de janeiro de 2020   | 6.12                |
| Flashback: Na infância, Ben, acompanhando dois amigos, Michael e Danny, pegam escondido o carro do pai de Danny para dar umas voltas. Durante uma volta, quando Michael está dirigindo, um animal cruza a frente do carro fazendo com que ele perca o controle e faz com que o Danny, que está no banco de trás, seja ejetado. Michael Dixon, do Departamento de Polícia, é promovido como o novo Chefe dos Bombeiros. Ao visitar a melhor empresa da cidade, ele revela sua intenção de obter boa publicidade ao departamento. Com Andy substituída por Rigo Vasquez do turno B, a equipe responde a uma chamada de fogos de artifício em uma loja de variedades. Ben conhece um adolescente lá que o lembra de seu eu mais jovem. Pruitt avisa Sullivan que ele não hesitará em informar Dixon de seu envolvimento com Andy se o que estiver acontecendo não parar imediatamente. Ben visita seu amigo acidentado, que ficou em estado vegetativo permanente, e diz que ele foi a razão por trás de suas escolhas na carreira. Enquanto isso, Andy e Ryan tomam conta dos filhos da vizinha quando ela é levada ao hospital após um acidente. Quando Ryan confessa que voltou de San Diego porque ainda está apaixonado por Andy, o garoto aparece com a arma de sua mãe e atira em Ryan. |              |                                             |                  |                                 |                         |                     |
| 30 | 3            | "Eulogy"                                    | Eric Laneuville  | Anupam Nigam                    | 6 de fevereiro de 2020  | 5.92                |
| Flashback: Detalhes mostram como Ryan e Andy são próximos desde a infância. Pruitt visita Ryan em San Diego para pedir que ele voltasse e estivesse presente na vida de Andy, devido ao câncer de Pruitt e à morte iminente, encorajando-o ainda mais a confessar seu amor por ela. Ryan chega a ser socorrido, mas morre devido a seus ferimentos. Andy volta ao trabalho logo após o funeral. Ben tenta convencer o chefe Dixon a autorizar seu projeto de bombeiros com especialização médica. Sullivan procura a ajuda de Tom Koracick quando a dor na perna se torna cada vez mais incontrolável. Jackson convida Vic para jantar com sua mãe, Richard e Maggie, e ela convence Dean a aparecer como reserva. Jack não consegue resistir e dorme com a esposa de Rigo novamente. Pruitt convence Sullivan a não nomear Andy como capitã, pois ele acha que seu estado de espírito faria com que ela estragasse tudo, levando Sullivan a recomendar Maya para o trabalho. |              |                                             |                  |                                 |                         |                     |
| 31 | 4            | "House Where Nobody Lives"                  | Oliver Bokelberg | Meghann Plunkett                | 13 de fevereiro de 2020 | 6.00                |
| Flashback: Jack vive feliz com seus irmãos e pais adotivos até que um incêndio ocorre na casa. Jack consegue salvar seus irmãos, mas seus pais acabam morrendo com o casa explodindo. Com isso, Jack e seus irmãos são separados pela assistência social. JJ chega à casa de Miller e revela que está grávida e que o filho é dele. Agora que Maya é promovida a capitã, isso só piora as coisas. Como todo mundo na Estação 19, Jack sabe que Andy merecia o emprego. Maya pede para equipe fazer inúmeros exercícios. Quando Miller chega atrasado, por causa de JJ, Maya pede a toda a equipe que repita a atividade. Enquanto isso, Ben e Jack socorrem um garoto sem teto enquanto também acalmam seus irmãos adotivos e isso desencadeia memórias do passado de Jack. O novo chefe dos bombeiros já está criando problemas, pois ele nunca foi um bombeiro, mas policial, e isso o coloca em uma tangente totalmente diferente. Jack tem tempo para conversar com Andy sobre a morte de Ryan. |              |                                             |                  |                                 |                         |                     |
| 32 | 5            | "Into the Woods"                            | Andy Wolk        | Tyrone Finch                    | 20 de fevereiro de 2020 | 6.27                |
| Flashback: Maya é treinada rigorosamente por seu pai. Ela sempre se destaca e vence corridas e não tem não vida social até conhecer uma garota, que compete com ela. Elas formam um vínculo imediatamente. Durante uma corrida, a garota cai e Maya para para ajudá-la, com isso Maya chega em 2º lugar, o que enlouquece seu pai. Após um jantar tenso, com o pai a humilhando, junto com seu irmão, Maya decide focar no treinamento acima de tudo. Em um esforço para aumentar a moral, Maya leva a equipe a um acampamento. Depois de uma noite tensa, seu vínculo é posto à prova enquanto eles trabalham para salvar os campistas iniciantes depois de um terrível ataque de urso. Rigo suspeita que algo esteja acontecendo entre sua esposa e Jack quando os dois chegam tarde juntos para ajudá-los. Pruitt e Andy consertam seu relacionamento quando ele pede desculpas por sua explosão. Sullivan e Ben ficam para trás da viagem para preparar um carro de ajuda para a Equipe de Resposta Médica de Ben. Ben exalta sua tristeza por perder o bebê enquanto Sullivan rouba Fentanyl dos suprimentos médicos. A medicação faz com que ele se abra sobre sua vida pessoal e se comporte de forma irregular, alarmando Ben. Maya, sentindo-se isolada e ridicularizada por seus amigos, relembra sua juventude. No bar, Jack e Andy compartilham um momento enquanto Maya conhece a Dra. Carina DeLuca. |              |                                             |                  |                                 |                         |                     |
| 33 | 6            | "Ice Ice Baby"                              | Tessa Blake      | Rob Giles                       | 27 de fevereiro de 2020 | 6.59                |
| Flashback: Travis conta a seus pais que ele e Michael vão se casar e eles não recebem a notícia muito bem. Quando Travis pede para que sua mãe leia um poema no casamento, ela se mostra desconfortável. O pai de Travis não aceita que ele seja tão público. Com isso, eles não comparecem ao casamento. Querendo compensar a falta no casamento, a mãe de Travis lê o poema para ele e Michael, que Michael aprecia o gesto enquanto Travis fica com ressentimento. Quando uma nevasca atinge Seattle, a estação abre suas portas como abrigo para as pessoas do bairro, entre elas JJ, que entra em trabalho de parto. Incapaz de ser transportada para o hospital, Maya, Andy e Pruitt a ajudam a dar à luz a uma menina. Maya pede conselhos de Carina para ajudar no parto de JJ. Travis atende uma ligação de uma mulher perdida na nevasca. Vic compartilha com Dean que ela teve sua primeira briga com Jackson. Maya tenta reparar sua amizade com Andy. Quando a discussão se acalma, Maya mostra a recente condição de Pruitt para Andy, o que faz com que Andy reconheça que seu câncer se espalhou. Ela desaba e é confortada por Robert. Rigo confronta Jack sobre ele dormir com Eva e bate nele. Jack explica a Dean por que ele não se defendeu e Dean o julga por quebrar o código entre bombeiros. Ben e Sullivan cuidam de um homem cujo pé precisa ser amputado, aumentando as suspeitas de Ben sobre o comportamento estranho de Sullivan. Esse episódio começa um crossover com Grey's Anatomy, que se conclui em "Snowblind". |              |                                             |                  |                                 |                         |                     |
| 34 | 7            | "Satellite of Love"                         | Paris Barclay    | Chris Downey                    | 5 de março de 2020      | 6.00                |
| Depois de questionar a capacidade de Maya de ser capitã, Andy decide que ela se manterá em seu cargo. Vasquez está no limite, depois de descobrir que Gibson dormiu com sua esposa. Isso cria problemas com os dois enquanto eles trabalham em um acidente envolvendo um lançador de foguetes que explode e deixa Vasquez ferido. Sullivan está lutando com a dor na perna e decide começar a tomar um medicamento que roubou do inventário de Warren. Fazendo um julgamento que envolve sua esposa, Warren começa a questionar o ato de Sullivan nos 3 frascos que faltam e não tem certeza do que fazer, então ele acredita que é uma suposição. O Chefe Dixon traz seu filho Emmett para trabalhar na estação 19 como bombeiro de entrada. Emmett e Montgomery têm um relacionamento sexual. Emmett fica preso na estação enquanto os outros fazem uma ocorrência. Ele age rapidamente quando encontra Sullivan sofrendo de alucinações vendo Ripley questionando seu caminho decidido. |              |                                             |                  |                                 |                         |                     |
| 35 | 8            | "Born to Run"                               | David Greenspan  | Jill Weinberger                 | 12 de março de 2020     | 6.64                |
| Flashback: Dean está em sua casa com alguns colegas de trabalho, que na época era um emprego corporativo. Seus colegas abusam de bebidas e drogas até que um deles cai na água devido a uma provável overdose de drogas. Dean puxou-o para fora da água e começou a massagem cardíaca enquanto esperava a chegada de ajuda. Pruitt respondeu à chamada e se impressionou com sua persistência e habilidade de Dean e o deu seu cartão de visita e disse para ligar se ele estivesse interessado em uma mudança de carreira. A equipe da Estação 19 responde a uma cena em que um motorista bêbado causa um terrível acidente envolvendo vários motociclistas. Enquanto isso, Dean se pergunta como criar uma filha sozinho, depois que JJ foi embora e ele confessa a Pruitt suas emoções inexplicáveis em relação à sua nova filha e a falta de confiança que sente ao cuidar dela. Sullivan procura ajuda da Dra. Amelia Shepherd. Maya não está brincando no campo e tem uma atitude de chefe forte. Ben continua trabalhando com sua Equipe de Resposta Médica e ele confirma a Bailey que Sullivan está roubando medicamentos. Jackson descobre que Vic se mudou pra sua casa e ele não aceita muito bem, então Vic se muda para a casa de Dean. Maya tem um surto junto de Carina, que a consola. Andy finalmente percebe que Sullivan é seu “espaço seguro”. |              |                                             |                  |                                 |                         |                     |
| 36 | 9            | "Poor Wandering One"                        | Janice Cooke     | Brian Anthony                   | 19 de março de 2020     | 7.39                |
| Flashback: Ao longo dos anos Vic convive com sua avó, que apresenta sintomas de alzheimer. Em uma apresentação de um musical, enquanto Vic está cantando, sua avó, desorientada, aparece na plateia e sobe para o palco e canta junto de Vic. Maya pede rebaixamento de cargo para Sullivan e reconhece que o cargo pertencia a Andy, Sullivan, porém, não acata o pedido. A equipe da estação é chamada quando um veterano do Exército ameaça explodir uma loja de penhores com uma granada. Maya assume o controle mesmo sob muita pressão do chefe Dixon. Sullivan conversa com o veterano sobre seu tempo como fuzileiro naval para convencê-lo a largar a granada. No meio da negociação, Sullivan confessa a Andy sua condição e automedicação. Enquanto isso, Vic e Dean cuidam de um homem desconhecido que luta contra a doença de Alzheimer. Pruitt, com a ajuda de Ben, toma uma posição para protestar e homenagear bombeiros falecidos por contra do câncer. Andy e Maya fazem as pazes e em seguida recebem a notícia de que Rigo Vasquez faleceu. |              |                                             |                  |                                 |                         |                     |
| 37 | 10           | "Something About What Happens When We Talk" | Yangzom Brauen   | Krista Vernoff                  | 26 de março de 2020     | 6.90                |
| Flashback: Jack atende um chamado de incêndio que ocorreu em uma casa em que uma senhora mora sozinha. Andy atende um caso junto de Rigo, onde ela entra em pânico quanto um guaxinim aparece. Travis ajuda em um caso de violência doméstica. Ben é humilhado por um policial, que o obriga a sair de seu carro e se deitar no chão apenas para dizer que a lanterna traseira do carro estava quebrada. Uma psicóloga visita a Estação 19 após a morte de Rigo. Os bombeiros se mostram insatisfeitos com isso, mas acabam se abrindo com ela. Jack fala sobre sua família, Andy fala sobre como ela está brava com diversas coisas, Ben fala sobre salvar Rigo, o aborto de Bailey e suas dúvidas sobre ele mudar de médico para bombeiro, Travis compartilha sobre seu relacionamento particularmente problemático com seu pai, Dean fala para Vic que ela sabotou seu relacionamento com Jackson ao não dizer a ele que ela iria se mudar para sua casa e Maya se culpa pela morte de Rigo. |              |                                             |                  |                                 |                         |                     |
| 38 | 11           | "No Days Off"                               | Tom Verica       | Cinque Henderson                | 2 de abril de 2020      | 7.16                |
| A equipe do turno A está de folga e cada membro está aproveitando de sua maneira; Maya saiu em uma viagem junto de Carina, Andy e Sullivan vão almoçar com Pruitt para poder contar sobre o relacionamento deles, Travis passa o dia com Emmett, sua namorada Alicia e com o Chefe Dixon, Jack ajuda Dean e Vic a cuidar da bebê, e Ben tenta recrutar médicos do Grey Sloan para trabalhar com ele na ambulância da Equipe de Resposta Médica, entre os médicos estão Owen Hunt, Teddy Altaman e Jackson Avery. Ao longo do dia um chamado é anunciado constantemente e ao final do dia chega o alerta de risco 5, onde todos os bombeiros de Seattle são chamados para combater o incêndio. |              |                                             |                  |                                 |                         |                     |
| 39 | 12           | "I'll Be Seeing You"                        | Daryn Okada      | Anupam Nigam & Meghann Plunkett | 9 de abril de 2020      | 7.56                |
| Flashback: Andy e Sullivan estão discutindo o relacionamento deles, e Sullivan diz que está perdidamente apaixonado por Andy e a pede em casamento. Andy diz que eles precisam se conhecer melhor, principalmente sobre os defeitos de cada um. Porém, eles decidem se casar, sem dizer nada a ninguém, apenas para Pruitt. Jackson começa a trabalhar junto de Waren na ambulância da Equipe de Resposta Médica e começa a frequentar mais a estação, que deixa Vic pouco a vontade. Bombeiros veteranos visitam a Estação 19, a pedido de Pruitt, eles conversam, jogam pôquer e são apresentados à atual equipe da estação. O equipe do Turno A responde a um chamado em que há pessoas presas em galpões de armazenamento. Chegando lá, eles percebem também o risco de incêndio, que se concretiza. O incêndio, inicialmente simples, torna-se uma ameaça para a tripulação da Estação 19 devido ao armazenamento perigoso de cilindros de gás propano, visibilidade baixa e ventilação insuficiente. Pruitt, ao ouvir pelo rádio o pedido de socorro de Andy, deixa o jogo de pôquer e veste o uniforme uma última vez. Ele chega ao local, sobe no telhado, contra a vontade de Matar, o quebra, e consegue ventilar o prédio para salvar a sua equipe, ao mesmo tempo em que o telhado cede sob os seus pés, o levando ao fogo. Pruitt se sacrificou em serviço e um de seus colegas pede o tocar de 20 sinos em homenagem ao bombeiro caído.                                                                                                  |              |                                             |                  |                                 |                         |                     |
| 40 | 13           | "Dream a Little Dream of Me"                | Stacey K. Black  | Rob Giles                       | 16 de abril de 2020     | 6.72                |
| Após a morte heróica de Pruitt, Andy e o resto da estação lamentam sua morte. Sullivan fica ao lado de Andy, que não sai da cama e tem vários sonhos com seu pai, além de Ryan e Rigo. Vic decide encontrar uma maneira de arrecadar dinheiro para o funeral de Pruitt, porque o chefe Dixon não está permitindo, pois ele considera que ele era um civil. Miller começa a escrever seu testamento e fica em dúvida sobre quem deve ficar com a guarda de Pru, mais tarde ele decide deixá-la com Ben e Bailey. Maya passa por uma reunião com o chefe Dixon, que quer puni-la por deixar um Pruitt subir em um telhado, onde ela o repreende. O chefe Dixon anuncia que Emmett está noivo e convida todos da estação, deixando um clima tenso entre Travis e Emmett. Jack e Miller atendem um chamado de vazamento de gás, que se descobre como violência doméstica. Warren descobre, por Emmett, que Sullivan sofreu uma overdose. Emmett se assume como um homem gay. |              |                                             |                  |                                 |                         |                     |
| 41 | 14           | "The Ghosts That Haunt Me"                  | Pete Chatmon     | Tyrone Finch                    | 30 de abril de 2020     | 5.58                |
| Flashback: Ben e Pruitt estão bebendo em um bar, onde Ben oferece suas condolências a Pruitt pela morte de Ryan. Pruitt diz que Ryan era um bom garoto e um bom policial, e ele conta para Ben sobre um caso em que ele foi chamado envolvendo um motorista embriagado que matou uma família de cinco pessoas. Ele conta que o motorista havia sido parado no início daquela noite por um policial, mas foi liberado porque era filho do prefeito, e o policial queria que o prefeito lhe devesse um favor. Pruitt diz que esse policial ganhou o seu favor. Andy retorna ao trabalho após seu luto. A equipe da estação é chamada para salvar as pessoas presas em uma pista de boliche em ruínas. Jack pergunta a Andy onde ela esteve todo esse tempo, já que não estava em casa, ela lhe diz sobre o casamento com Sullivan, e Jack a questiona se isso não foi rápido demais. Enquanto isso, Ben confronta Sullivan sobre seu problema com as drogas, onde Sullivan dá suas justificativas, que não convencem Ben. A mãe de Maya, Katherine, a faz uma visita e a comunica sobre a separação com o pai abusivo. Maya não reconhece o comportamento abusivo do pai e se irrita com sua mãe. Sullivan confessa sua culpa ao Chefe Dixon, que varre todas as informações para debaixo do tapete, e ameaça Ben e Bailey. Ben percebe que o chefe Dixon é o policial que cobrou um favor do prefeito. Sullivan anuncia para toda a estação o seu casamento com Andy enquanto Ben jura acabar com o chefe dos bombeiros de Seattle.                     |              |                                             |                  |                                 |                         |                     |
| 42 | 15           | "Bad Guy"                                   | DeMane Davis     | Kiley Donovan                   | 7 de maio de 2020       | 5.57                |
| Flashback: Vic está ensaiando para uma apresentação até que é interrompida pela equipe de Pruit que está fazendo inspeção de risco de incêndio. Pruitt diz tudo o que está errado para o responsável da peça, que faz pouco caso. Mais tarde um incêndio enorme começa e a equipe de Pruitt atende o chamado. Andy e Sullivan estão na casa de Pruitt onde Andy descobre que seu pai escondia coisas dela. Jack e Dean atendem uma mulher machucada que diz ter matado um homem depois que ele tentou estuprá-la. Ben, Jackson e Emmett atendem o caso de um homem esfaqueado no parque. Quando eles estão se preparando para ir para o Grey Sloan, uma viciada armada sequestra a ambulância. Vic e Travis vão fazer inspeção de risco de incêndio que é mal sucedida por que o dono do local é amigo do Chefe Dixon e Sullivan não interfere, mesmo com o pedido de Vic. Carina tenta fazer com que Maya perceba o relacionamento abusivo vindo de seu pai, e Maya não aceita os conselhos. A viciada baleia Jackson na perna e rouba medicamentos, e logo é atropelada. Com isso o paciente, que é o estuprador, também morre. Emmett, abalado, diz que não é um bombeiro e pede demissão. Sullivan chega a uma reunião de autoridades e revela todas as más atitudes do chefe Dixon, incluindo o seu roubo de medicamentos. Maya e Jack transam e ela joga isso na cara de Carina. Andy tenta descobrir mais sobre seu passado contatando um velho amigo de seu pai e ligando para sua tia.                                                        |              |                                             |                  |                                 |                         |                     |
| 43 | 16           | "Louder Than a Bomb"                        | Paris Barclay    | Emmylou Diaz                    | 14 de maio de 2020      | 5.91                |
| Flashback: Pruitt e a equipe atendem um chamado de incêndio de uma casa vizinha. Os pais de Andy brigam constantemente, o que a deixa em um estado de choque, mesmo que ela não perceba. Suspenso após ter se entregado à Comissão do Serviço Civil, Sullivan é internado no Grey Sloan para sua cirurgia. Atormentada por memórias de seu último dia com sua mãe e seus pais brigando, a atenção de Andy está dividida entre ficar ao lado de seu marido e conhecer sua tia Sandra, que concordou em se encontrar com ela para falar sobre sua mãe. Andy encontra conforto em conversar com Meredith sobre sua situação familiar. Enquanto isso, o resto da estação responde a uma ameaça terrorista de bomba no Pac-North. Enquanto sua equipe luta para desarmar uma bomba e salvar pesquisas preciosas, Maya encontra a coragem de enfrentar seu pai quando ele a menospreza abertamente na frente de seus colegas. No local, Dixon é preso por fraude e extorsão. Travis termina com Emmett depois de perceber que ele não está apaixonado por ele. Maya faz as pazes com Jack e Carina, que relutantemente a aceita de volta. Jack passa o tempo com sua família improvisada. Sentindo que eles estão chegando perto demais para manter seus verdadeiros sentimentos escondidos, Dean diz a Vic para se mudar. Quando Sullivan acorda com uma dor imensa, Andy encontra Sandra em um motel e fica surpreso ao ver sua mãe viva e bem. |              |                                             |                  |                                 |                         |                     |

## Produção

### Desenvolvimento
No final da segunda temporada, Stacy McKee deixou o cargo de showrunner depois que seu contrato geral com a ABC Studios expirou. Em 10 maio de 2019, a série foi renovada para uma terceira temporada com Krista Vernoff como showrunner para fornecer cruzamentos mais perfeitos com Grey's Anatomy. Shonda Rhimes e Betsy Beers permaneceram como produtoras executivas, e Paris Barclay permaneceu como produtor executivo e diretor de produção. Krista Vernoff assinou um contrato de vários anos com a ABC Studios em 2019 para continuar trabalhando em Grey's Anatomy. O acordo também vinculou a produtora de Vernoff, Trip the Light Productions, à série. Com Vernoff assumindo o cargo de showrunner de Station 19, ela estendeu seu contrato assinado anteriormente.
Foi anunciado que o programa veria o desenvolvimento de um romance entre um personagem de Grey's Anatomy e um de Station 19. Além disso, com Krista Vernoff agora dirigindo os dois shows, os mundos se misturam mais. Enquanto a presidente de entretenimento da ABC, Karey Burke, havia declarado anteriormente que haveria "crossovers semanais", ela mais tarde reiterou essa declaração e disse que provavelmente haveria apenas de 3 a 4 eventos reais cruzados durante a temporada. O objetivo da união do mundo é trazer principalmente mais DNA de Grey's para Station 19 do que o contrário. Krista também elaborou a linha do tempo da série para fazer com que os crossovers acontecessem, pois a estreia de Station 19 ocorreu no meio da temporada americana de televisão 2019-20. Vernoff descreveu a temporada como sendo mais confusa e apresentando mais mortes. Ela disse que a linha do tempo de Grey's Anatomy seria usada para marcar o passar do tempo para ambas produções. Station 19 estreou no mesmo tempo em que os acontecimentos de Grey's Anatomy foram transmitidos e flashbacks foram usados para preencher o intervalo de tempo entre o final da segunda temporada e o início da terceira. A produção da temporada começou em outubro de 2019 e foi concluída antes do desligamento da produção devido ao coronavírus. Os elementos do crossover do final da temporada precisaram ser editados porque quatro episódios de Grey's Anatomy não puderam ser filmados devido à pandemia.
Quando a programação da rede de televisão dos Estados Unidos de 2019–2020 foi anunciada, Station 19 foi movida para o meio da temporada de transmissão. A terceira temporada estreou em 23 de janeiro de 2020 com um evento crossover, ao mesmo tempo em que assumiu o horário de quinta-feira às 20h de Grey's Anatomy, que mudou para às 21h.  Depois que a pandemia de COVID-19 interrompeu a produção de Grey's Anatomy, Station 19 foi transferida para as quintas-feiras às 21h pelo restante da temporada.

### Casting
Todo o elenco principal da segunda temporada, exceto Alberto Frezza, voltou para a terceira temporada. Alberto Frezza só apareceu como ator convidado. Jesse Williams e Stefania Spampinato reprisaram seus papéis de Grey's Anatomy como Dr. Jackson Avery e Dra. Carina DeLuca como interesses românticos para Vic e Maya, respectivamente. Chandra Wilson continuou seu papel recorrente como Dra. Miranda Bailey, e Jake Borelli apareceu em um evento crossover como Dr. Levi Schmitt. Pat Healy foi escalado como o novo chefe dos bombeiros, e Lachlan Buchanan foi escalado como seu filho Emmett. Em fevereiro de 2020, foi relatado que Jonathan Bennett apareceria como o falecido marido de Travis e Phylicia Rashad interpretaria uma vítima de nevasca chamada Pilar no mesmo episódio. Patricia de Leon apareceu como a mãe de Andy no final da temporada.

## Recepção

### Resposta da crítica
Charlie Mason, do TVLine, afirmou que o programa melhorou, possivelmente devido à aquisição do programa por Krista Vernoff, porque o triângulo amoroso desinteressante da temporada anterior foi substituído por histórias românticas muito mais envolventes. Laura Hurley, do CinemaBlend, sentiu que ter tantos personagens cruzados de Grey's Anatomy era prejudicial para o desenvolvimento dos personagens de Station 19 e que o programa era mais interessante ao focar em seus próprios personagens.

### Audiência
A temporada foi a sexta série de televisão com roteiro mais assistida da ABC durante a temporada de televisão de 2019–2020 no grupo demográfico de 18 a 49 anos. Ao longo de sua transmissão, na audiência do mesmo dia de transmissão, a temporada teve média de 1.05 rating no grupo demográfico de 18-49 anos e 6.46 milhões de telespectadores, um aumento de 11 e 22 por cento, respectivamente, em comparação à temporada anterior. Na audiência ao vivo+7 dias, a temporada teve média de 1.5 rating no grupo demográfico de 18-49 anos e 8.50 milhões de telespectadores, uma queda de 6 e aumento de 11 por cento da segunda temporada.
| №  | Título                                      | Exibição original       | Rating/share (18–49) | Audiência (em milhões) | DVR (18–49) | Audiência em DVR (milhões) | Total (18–49) | Audiência total (em milhões) |
| -- | ------------------------------------------- | ----------------------- | -------------------- | ---------------------- | ----------- | -------------------------- | ------------- | ---------------------------- |
| 1  | "I Know This Bar"                           | 23 de janeiro de 2020   | 1.2/7                | 7.02                   | 0.7         | 2.78                       | 1.9           | 9.80                         |
| 2  | "Indoor Fireworks"                          | 30 de janeiro de 2020   | 1.0/6                | 6.12                   | 0.4         | 1.87                       | 1.4           | 7.99                         |
| 3  | "Eulogy"                                    | 6 de fevereiro de 2020  | 0.9/5                | 5.92                   | 0.5         | 1.95                       | 1.4           | 7.87                         |
| 4  | "House Where Nobody Lives"                  | 13 de fevereiro de 2020 | 0.9/5                | 6.00                   | 0.5         | 2.17                       | 1.5           | 8.15                         |
| 5  | "Into the Woods"                            | 20 de fevereiro de 2020 | 1.0/5                | 6.27                   | 0.5         | 2.16                       | 1.5           | 8.44                         |
| 6  | "Ice Ice Baby"                              | 27 de fevereiro de 2020 | 1.1/6                | 6.59                   | 0.5         | 2.17                       | 1.6           | 8.76                         |
| 7  | "Satellite of Love"                         | 5 de março de 2020      | 1.0/5                | 6.00                   | 0.5         | 1.93                       | 1.5           | 7.96                         |
| 8  | "Born to Run"                               | 12 de março de 2020     | 1.1/6                | 6.64                   | 0.5         | 2.06                       | 1.5           | 8.71                         |
| 9  | "Poor Wandering One"                        | 19 de março de 2020     | 1.3/6                | 7.39                   | 0.4         | 1.83                       | 1.7           | 9.22                         |
| 10 | "Something About What Happens When We Talk" | 26 de março de 2020     | 1.1/5                | 6.90                   | 0.5         | 2.00                       | 1.6           | 8.86                         |
| 11 | "No Days Off"                               | 2 de abril de 2020      | 1.1/5                | 7.16                   | 0.5         | 1.82                       | 1.6           | 8.99                         |
| 12 | "I'll Be Seeing You"                        | 9 de abril de 2020      | 1.3/6                | 7.56                   | 0.5         | 1.84                       | 1.8           | 9.40                         |
| 13 | "Dream a Little Dream of Me"                | 16 de abril de 2020     | 1.2/6                | 6.72                   | 0.5         | 1.97                       | 1.7           | 8.69                         |
| 14 | "The Ghosts That Haunt Me"                  | 30 de abril de 2020     | 0.9/5                | 5.58                   | 0.5         | 2.16                       | 1.3           | 7.74                         |
| 15 | "Bad Guy"                                   | 7 de maio de 2020       | 0.8/4                | 5.57                   | 0.5         | 2.11                       | 1.3           | 7.68                         |
| 16 | "Louder Than a Bomb"                        | 14 de maio de 2020      | 0.9/5                | 5.91                   | 0.5         | 2.16                       | 1.4           | 8.07                         |

Notas
1. ↑  Nas classificações da Nielsen, rating é uma fração do número total de residências com televisores em comparação com o número de aparelhos de televisão sintonizados em um programa específico.[44]
2. ↑  Os dados Ao vivo + 7 dias incluem o número de telespectadores que assistem aos episódios dentro de sete dias de sua transmissão original por meio de DVR e streaming de vídeo sob demanda.[46]